# Amt Hochheim

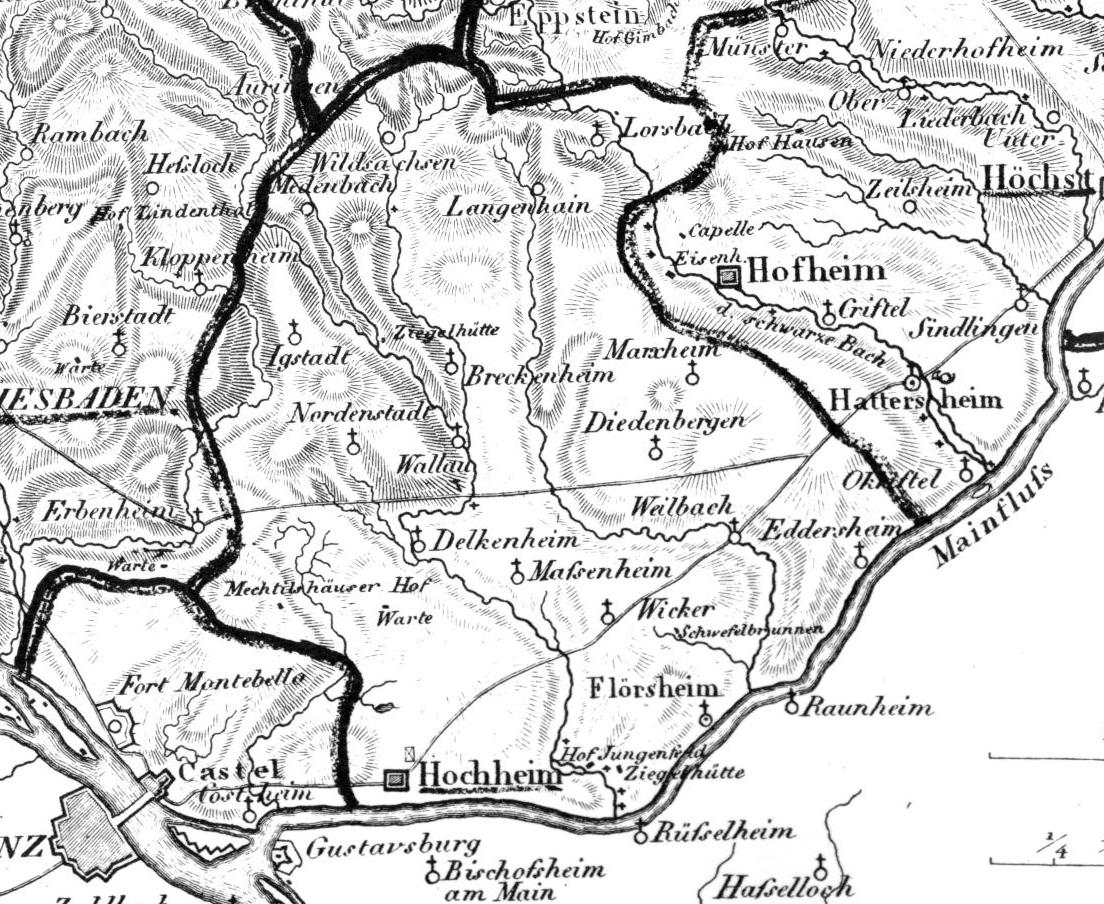
Karte des Amtes Hochheim 1828

Das Amt Hochheim mit Sitz in Hochheim am Main war von 1803 bis 1806 Nassau-Usingische Amt im Heiligen Römischen Reich und von 1817 bis 1866 ein Amt in Herzogtum Nassau. Es diente der lokalen Verwaltung und hatte neben Verwaltungsaufgaben auch die Niedere Gerichtsbarkeit inne bzw. diente später als erstinstanzliches Gericht. An der Spitze stand ein vom jeweiligen Herrscher eingesetzter Amtmann.

## Geschichte

### Kurmainz
In Hochheim bestand das Domdechaneiamt Hochheim. Das Amt entwickelte sich aus der Gerichtshoheit, die das Mainzer Domkapitel von den Herren zu Eppstein am 25. März 1482 erwarb. Dieses 1579 belegte Amt umfasste die weltliche und geistliche Verwaltung der Orte Hochheim, Flörsheim und Astheim. Daneben gehörten zum Domprobstlichen Amt die Orte Eddersheim und Heddernheim.

### Nassau-Usingen
Durch dem Reichsdeputationshauptschluss kam es zur Säkularisation der Kirchengüter. und Nassau-Usingen erhielt als Entschädigung für die durch die Napoleonische Kriege verloren Gebiete obige Orte. Die kleinteilige Amtseinteilung blieb zunächst bestehen. Im Jahr 1806 entstand unter Druck Napoleons der Rheinbund und besiegelte das Ende des Heiligen Römischen Reiches. Nassau-Usingen und Nassau-Weilburg traten dem Rheinbund bei. Im Gegenzug dafür erhielt Friedrich August, der Älteste des Hauses Nassau, den Titel eines souveränen Herzogs von Nassau. Die beiden Herrscher entschieden, die beiden Territorien unter dem gemeinsamen Namen Herzogtum Nassau zusammenzulegen.

### Herzogtum Nassau
Das Herzogtum Nassau bestand zunächst aus 63 Ämtern und das Amt Hochheim war zunächst dem Regierungsbezirk Wiesbaden zugeordnet. Durch verschiedene Umstrukturierungen wurde bis 1813 die Zahl der Ämter auf 48 reduziert. Hochheim wurde dem Amt Wallau zugeordnet, Flörsheim und Eddersheim dem Amt Höchst. Nach den Befreiungskriegen wurde Deutschland und damit auch Nassau abermals neu geordnet. Im Wiener Kongress wurden 1816 darüber hinaus umfangreiche Gebietstausche mit Preußen und kleinere mit dem Kurfürstentum Hessen und dem Großherzogtum Hessen vereinbart. Danach gab es noch 28 Herzogliche Ämter. Die Mittelbehörden wurden aufgehoben.
Das Amt Hochheim entstand aus dem Amt Wallau durch Verlegung des Amtssitzes von dort nach Hochheim neu, wie unter dem 17. Dezember 1816 vom Herzoglich-Naussauischen Staats-Ministerium verfügt: Da ferner Höchsten Orts beschlossen worden ist, daß mit dem 1. April des künftigen Jahres der Sitz des bisherigen Amts Wallau nach Hochheim verlegt und dieser Bezirk künftig den Namen Amt Hochheim führen soll; so werden in Erwägung der leichtern resp. erschwertern Verbindung mit diesem Amts-Sitz ebenwohl vom 1. Jenner k. J. an die Gemeinden Epstein und Lorsbach, bisher zu dem Amt Wallau gehörig, mit dem Amtsbezirk von Königstein, die bisher zu dem Amt Höchst gehörige Gemeinde Eddersheim aber mit dem Amtsbezirk von Wallau (demnächst Hochheim) verbunden seyn.
Zum Amt Hochheim gehörten somit die ehemals Mainzischen Orte Hochheim, Flörsheim, Eddersheim, Wicker, Weilbach und Marxheim, sowie die ehemals Hessen-Darmstädtischen Orte Wallau, Massenheim, Delkenheim, Nordenstadt, Igstadt, Breckenheim, Medenbach, Wildsachsen, Diedenbergen und Langenhain, die bis 1803 als Ländchen in dem vormals hessischen Amt Wallau zusammengefasst waren.
Der Staats- und Adreß-Handbuch des Herzogthums Nassau 1822/23 gibt folgendes an:
1. Flächen: 34.331 Steuernormalmorgen  (wobei ein Morgen entsprechen 2500 m²), mit 184 Morgen Gebäudestellen, 184 Morgen Gartenland, 22-302 Morgen Ackerland, 2078 Morgen Wiesen, 1780 Morgen Weinberge, 3233 Morgen Hochwald, 3114 Morgen Niederwald, 539 Morgen Trieschland (abwechselnde 3- bis 5-jährige Acker- und 10- bis 20-jährige Wiesennutzung), Weideplätze etc., 917 Morgen nicht besteuerte Liegenschaften.
2. Gemeinden: 17 Gemeindebezirke bestehend aus einer Stadt, einem Flecken, 15 Dörfern und 23 Hőfen und Mühlen.
3. Bevölkerung: 10.905 Einwohner in 2826 Familien, davon 4974 evangelisch christliche, 5616 Katholiken, 7 Mennoniten und 308 Juden.
4. Viehstand: 579 Pferde, ein Esel, 4633 Stück Rindvieh, 5256 Schafe, 2567 Schweine, 181 Ziegen und 483 Bienenstöcke.
5. Einfacher Jahressteuersatz (Steuersimplus, kann auch mehrfach erhoben werden): 9675 fl. 22 kr.
6. Amtsgemeinden:
  1. Hochheim, Stadt: 1760 Einwohner in 449 Familien; „Amtssitz.“
  2. Breckenheim: 520 Einwohner in 146 Familien; „die obere-, Breckenheimer- und Klingen-Mühle, Kalkofen und Ziegelhutte.“
  3. Delkenheim: 547 Einwohner in 140 Familien; „der Mechtilshäuser Hof, die Kugler- und Straßenmühle.“
  4. Diedenbergen: 559 Einwohner in 146 Familien.
  5. Eddersheim: 619 Einwohner in 146 Familien.
  6. Flörsheim, Flecken: 1569 Einwohner in 407 Familien; „Jungenfeldischer Hof und Mühle, die Taubert-, Untere-, Obere- und Rothe oder Hopfenmühle, Kalkofen und Ziegelhütte.“
  7. Igstadt: 472 Einwohner in 134 Familien; „Ziegelhütte, Ober- und Untermühle.“
  8. Langenhain: 394 Einwohner in 104 Familien.
  9. Lorsbach: 326 Einwohner in 81 Familien; „die Schleichers- und Kernmühle.“
  10. Marxheim: 644 Einwohner in 153 Familien.
  11. Maßenheim: 513 Einwohner in 133 Familien; „Ziegelhütte; Dambmannsmühle, Kalkofen.“
  12. Medenbach: 276 Einwohner in 71 Familien.
  13. Nordenstadt: 609 Einwohner in 175 Familien.
  14. Wallau: 686 Einwohner in 181 Familien; „die Kerns- und die Schlagmühle.“
  15. Weilbach: 553 Einwohner in 134 Familien; „Schwefelbrunnen, Schloßmühle.“
  16. Wicker: 672 Einwohner in 174 Familien; „Bolzen-, Herrschaftliche- und Steinmühle.“
  17. Wildsachsen: 186 Einwohner in 54 Familien.

Im Jahr 1836 wurde das Amt Hochheim wie folgt beschrieben:

„Das Amt Hochheim, enthält 48.372 Morgen, von welchen 261 Morgen auf Gebäudestellen, 211 Morgen auf das Gartenland, 31.428 Morgen auf das Ackerland, 2.953 Morgen auf die Wiesen, 2.477 Morgen auf die Weinberge, 8.958 Morgen auf die Waldungen, 839 Morgen auf das Dreschland und die Waideplätze, kommen und 1,245 Morgen nicht besteuert sind.
   Hochheim, unter 26° 1' Länge und 50° 0' 40" Breite, 5⁄4 Meilen ostwärts von Mainz, an der Straße von Mainz nach Frankfurt, rechts vom Maine, auf einer Anhöhe, Stadt mit etwa 420 Häusern und 1.920 Einwohnern, welche vortrefflichen Wein bauen.
   Flörsheim, unter 26° 6' Länge und 50° 1' Breite, rechts am Maine, anderthalb Meilen östlich von Mainz, Flecken mit geraden sich in rechten Winkeln durchschneidenden Straßen, mit 350 Häusern und nahe an 1.800 Einwohnern, welche beträchtlichen Obstbau und Weinbau treiben.
   Weilbach, am gleichnamigen Bache, unter 26° 6' Länge und 50° 2' 50" Breite, auf der Straße von Frankfurt nach Mainz, Dorf mit einem Schwefelbrunnen und 620 Einwohnern.“

Der Staats- und Adreß-Handbuch des Herzogthums Nassau. 1847 gibt folgendes an:
1. Flächengehalt: 48.372 Steuernormalmorgen, nämlich: 261 M. Gebäudestellen, 211 M. Gartenland, 31,428 M. Ackerland, 2953 M. Wiesen, 2477 M. Weinberge, 8958 M. Waldungen, 839 M. Trieschland und Weideplätze etc., 1245 M. nicht besteuerte Liegenschaften.
2. Politische Eintheilung: 17 Gemeindebezirke, bestehend aus einer Stadt, einem Flecken und 15 Ortschaften, mit 2 Höfen, 16 Mühlen und 3 Ziegelhütten.
3. Bevölkerung: 3402 Familien in 2313 Wohnhäusern und 13.475 Einwohner, nämlich 5901 evangelisch-christliche, 7147 Katholiken, 2 Mennoniten und 425 Juden.
4. Viehbestand: 742 Pferde, einem Esel, 5318 Stück Rindvieh, 3750 Schaafe, 4959 Schweine, 809 Ziegen und 357 Bienenstöcke.
5. Gewerbe: 36 Bäcker, ein Backofenmacher, 8 Bader, 4 Bierbrauer, 4 Blechschmiede, 41 Branntweinbrenner, ein Buchbinder, ein Destillateur, 4 Drechsler, 3 Essigsieder, 3 Fabriken, 16 Fischer, 9 Glaser, 43 Grobschmiede, 1359 Gutsbesitzer, eine Gypsmühle, 4 Häfner, 2 Hanfreibmühlen, 2 Kalkbrenner, 57 Klein- und

Großhändler, 83 Kleinkrämer, 2 Knopfmacher, 7 Korbmacher, 24 Küfer, 63 Leinenweber, 2 Lohgerber, 10 Makler, 20 Mahlmühlen, 53 Maurer, 32 Metzger, ein Nagelschmied, ein Nudelmacher, 2 Oelmühlen, ein Orgelbauer, 6 Pferdeverleiher und Hauderer, 2 Pumpenmacher, 10 Sattler, 13 Schieferdecker, 12 Schiffer, 5 Schlosser, 50 Schneider, 40 Schreiner, 78 Schuhmacher, 3 Seifensieder und Lichterzieher, 3 Siebmacher, 463 Taglöhner, 4 Tüncher und Weißbinder, ein Uhrmacher, 24 Wagner, 85 Weingutsbesitzer, 99 Wirthe, 2 Ziegelbrenner, 24 Zimmerleute etc.
1. Betrag eines Steuersimplums: 11.211  fl. 55 kr., nämlich 8292 fl. 33 kr. Grund-, 872 fl. 55 kr. Gebäude- und 2043 fl. 59 kr. Gewerbsteuer.
2. Amtmann: Geheimer-Regierungsrath Peter Grüsing.

Nach der Märzrevolution 1848 wurde die Verwaltung neu geordnet. Mit Gesetz vom 4. April 1849 wurden in Nassau Verwaltung und Rechtsprechung auf unterer Ebene getrennt. Die Reform trat zum 1. Juli 1849 in Kraft. Für die Verwaltung wurden 10 Kreisämter gebildet, die Ämter als Justizämter (also Gerichte der ersten Instanz) weitergeführt. Die Verwaltungsaufgaben des Amtes Hochheim wurden vom Kreisamt Höchst wahrgenommen, die Rechtsprechung vom Justizamt Hochheim. Die Reform wurde jedoch bereits am 1. Oktober 1854 wieder rückgängig gemacht, die Kreise wieder abgeschafft und die vorigen Ämter wiederhergestellt.
Kurz vor der Annektierung durch Preußen gibt des Staats- und Adreß-Handbuch des Herzogthums Nassau. 1866 folgendes an:
1. Flächengehalt: 49.758 Morgen, nämlich: 329 M. Gebäudestellen, 207 M. Gartenland, 31342 M. Ackerland, 2945 M. Wiesen, 2425 M. Weinberge, 10220 M. Waldungen, 914 M. Trieschland und Weideplätze etc., 1376 M. nicht besteuerte Liegenschaften.
2. Politische Eintheilung: 17 Gemeindebezirke, bestehend aus einer Stadt, einem Flecken und 15 Ortschaften, mit 2 Höfen, 24 Mülhen und 4 Ziegelhütten; einer Eisenstein- und einer Thongrube.
3. Bevölkerung, nach der Zählung am Schlüsse des Jahres 1865: 3893 Familien in 2589 Wohnhäusern, und 15126 Einwohner: nämlich: 6556 evangelisch-christliche, 8195 Katholiken und 375 Juden.
4. Viehstand: 933 Pferde, 6 Esel, 5450 Stück Rindvich, 2471 Schaafe, 4712 Schweine, 1380 Ziegen und 470 Bienenstöcke.
5. Gewerbe: 9 Backofenmacher, 8 Backsteinfabrikanten, 45 Bäcker, 11 Bader, 5 Bierbrauer, ein Blaufärber, 8 Blechschmiede, 12 Branntweinbrenner, ein Buchbinder, 2 Bürstenbinder, 4 Cigarrenmacher, 7 Drechsler, 5 Fabriken, 2 Fischer, 11 Glaser, 41 Grobschmiede, 1508 Gutsbesitzer, 5 Häfner, 2 Hefenfabrikanten, 10 Kalkbrenner, 2 Kappenmacher, 114 Klein- und Großhändler, 69 Kleinkrämer, 1 Knopfmacher, 12 Korbmacher, 23 Küfer, 47 Leinenweber, 1 Lohgerber, 21 Makler, 20 Mahlmüller, 1 Malzmacher, 66 Maurer, 40 Metzger, 4 Mühlärzte, ein Musikant, ein Nagelschmied, 2 Oelmüller, ein Orgelbauer, 2 Pflasterer, 5 Puppenmacher, 11 Sattler, 2 Scheerenschleifer, 4 Schieferdecker, 16 Schiffer, 2 Schlosser, 64 Schneider, ein Schornsteinfeger, 57 Schreiner, 113 Schuhmacher, 3 Steinhauer, ein Stuhlmacher, 2 Tapezierer, 524 Taglöhner, 17 Tüncher und Weißbinder, einen Tuchweber, einen Uhrmacher, 34 Wagner, 50 Weingutsbesitzer, 4 Weinhändler, 94 Wirthe, 2 Wollspinnereien, 4 Zeugschmiede, 3 Ziegelbrenner, 33 Zimmerleute etc.
6. Betrag eines Steuersimplums: 12.353 fl. 11 kr., nämlich: 9294 fl. 11 kr. Grund- und Gebäudesteuer und 3059 fl. 43 kr. Gewerbsteuer.
7. Amtmann: Justizrath Friedrich Held.
8. Amtsortschaften:

| Amtsgemeinde | Fam- ilien | Ein- wohner |
| --- | ---------- | ----------- |
| 1. Hochheim, Stadt und Amtssitz, Stationshaus an der Taunuseisenbahn. | 624        | 2536        |
| 2. Breckenheim, die untere Breckenheimer-, die Klingen-, die Gerber- und die Neumühle. | 208        | 759         |
| 3. Delkenheim, der Mechtilshäuser Hof, die Straßenmühle. | 190        | 672         |
| 4. Diedenbergen. | 202        | 670         |
| 5. Eddersheim. | 220        | 907         |
| 6. Flörsheim, Flecken, Jungenfeldischer Hof und Mühle, die Tauberts-, Untere-, Obere- und Rothe- oder Hopfenmühle, und eine Ziegelhütte, eine Fayence- und Steingutfabrik, Stationshaus an der Taunuseisenbahn, Kurhaus am Schwefelbrunnen. | 547        | 2403        |
| 7. Igstadt, eine Ziegelhütte, die obere und untere Mühle. | 160        | 570         |
| 8. Langenhain. | 146        | 526         |
| 9. Lorsbach, die Untermühle, die Kröckmann'sche und die Braubach'sche Mühle und Wollspinnerei, die Roth'sche Lederfabrik nebst Loh- und Walkmühle                                                                                           | 110        | 452         |
| 10. Marxheim, ein Jagdschloß | 258        | 967         |
| 11. Massenheim, die Dambmannsmühle. | 161        | 578         |
| 12. Medenbach. | 84         | 330         |
| 13. Nordenstadt. | 215        | 830         |
| 14. Wallau, die Schlagmühle, die Wallauer Mühle und die Burgmühle. | 266        | 962         |
| 15. Weilbach, der Schwefelbrunnen, die von Metternich'sche Mühle. | 225        | 937         |
| 16. Wicker, die Polzen-, Herrschaftliche und Steinmühle. | 211        | 764         |
| 17. Wildsachsen. | 66         | 263         |

### Preußen
Mit der Annexion Nassaus durch Preußen wurden auch die Ämter in ihrer alten Form aufgelöst und durch Kreise ersetzt. Das Amt Hochheim bildete 1867 gemeinsam mit dem Amt Wiesbaden, dem Amt Höchst und Teilen der freien Reichsstadt Frankfurt und Hessens den Mainkreis. Erst im Rahmen dieser Neuordnung wurden Verwaltung und Rechtsprechung getrennt. Für die Rechtsprechung in erster Instanz, die bisher durch das Amt vorgenommen wurde, waren zunächst die richterlichen Beamte in den Ämtern zuständig, und zum 1. September 1867 wurde das Amtsgericht Hochheim gebildet.
Aber auch nach der Kreisgründung blieb die bisherige Amtsstruktur erhalten. Die Königliche Verordnung vom 22. Februar 1867 regelte, dass „die Amtsbezirke als engere Verwaltungsbezirke in ihrer bisherigen Begrenzung bestehen“ bleiben. Die ehemaligen Ämter bildeten die drei Bezirke des Kreises. Gemäß § 13 der Kreisverfassung entsandten die Amtsbezirke, also die ehemaligen Ämter, jeweils sechs Vertreter in den neuen Kreistag. Der Amtmann hatte die Aufsicht über die Ortspolizei und Organ des Landrates.
Mit der Verwaltungsreform von 1885/1886 gehörte die Ämtereinteilung endgültig der Vergangenheit an.

## Amtshaus
Das Amtshaus lag in der Kirchstraße 17 in Hochheim. Es handelte sich um ein herrschaftliches, spätbarockes Gebäude. Es wurde um 1750 auf dem Grundstück der Kommende des Johanniterordens zum Hl. Grab in Mainz durch den Maurermeister Heußer erbaut. Nach der Aufhebung des Ordens wurde der Bau ab 1807 durch das Herzogtum Nassau genutzt. Nach Aufhebung des Amtes wurde das Gebäude als Katasteramt genutzt.

## Amtmänner
Folgende Amtmänner waren in Hochheim tätig:
- 1816–1832 Wilhelm Anton Heinrich Lautz (1816: Amtmann des vorläufigen Amtes Wallau)
- 1832–1839 Johann Heinrich Roth
- 1839–1848 Peter Grüsing
- 1848–1849 Franz Giese (Gieße)

1849–1854 bestand das Amt nicht
- 1854–1861 Christian Wen(c)kenbach
- 1861–1864 Daniel Spieß
- 1865–1869 Johann Friedrich Henrich Wilhelm Held
- 1869–1881 Kilian Hillebrand
- (1881–1886) August Richard Freiherr von Berlepsch